# Vladímir Menxov
Vladímir Valentínovitx Menxov (rus: Влади́мир Валенти́нович Меньшо́в) (Bakú, República de l'Azerbaidjan, URSS, 17 de setembre de 1939, – 5 de juliol de 2021) va ser un actor rus, director de cinema, guionista, productor, artista homenatjat de la RSFSR (1984). Artista del Poble de la RSFSR (1989). Guanyador del Oscar en la categoria de millor pel·lícula en llengua estrangera per a la pel·lícula Moscou no creu en les llàgrimes i el Premi Estatal de l'URSS (1981). President del Consell Públic sobre les activitats del sistema penal (2015). Comunista per convicció.

## Biografia
Vladímir va néixer el 17 de setembre de 1939 a Bakú (República de l'Azerbaidjan). El seu pare - Valentin Menxov (1912-1974) va ser un marí, i després va treballar en l'NKVD, (Oficial de l'Orde de l'Estrella Roja), la seva mare - Antonina Alexándrovna Menxov (nascuda - Dubovskaia; 1905-1964) - tots dos naturals de la regió d'Astracan, en la capital de la qual, Vladimir va créixer. La seva germana Irene va néixer el 1941.
El 1961 va ingressar en la facultat de l'Escola del Teatre d'Art de Moscou.
El 1965 es va graduar a l'Escola-Estudi d'Art de Moscou anomenada Nemírovich-Danxenko, el 1970 va fer els estudis de postgrau al departament de direcció de l'Institut de Cinematografia Gueràssimov al taller de Mikhaïl Romm.
El 2003, es va unir al partit Rússia Unida. En una entrevista de la revista "Esquire" va afirmar que es van unir a la festa "per casualitat".
El 2011, com a president del comitè dels Oscar de Rússia, Vladímir es va negar a signar la nominació de la candidatura per al premi Oscar a la pel·lícula de Nikita Mikhalkov Cremat pel sol 2: Ciutadella.
Va morir el 5 de juliol de 2021 víctima de la COVID-19.

## Honors i premis
- Orde al Mèrit per la Pàtria en grau III (16 de febrer de 2010) - per la seva contribució al desenvolupament de l'art cinematogràfic nacional i els seus molts anys de treball creatiu.
- Orde pels seus serveis a la Pàtria en grau IV (10 de setembre de 1999) - per la seva gran contribució al desenvolupament del cinema nacional.[8]
- Guanyador del Festival de cinema "All-Unió" en la categoria Premis per l'actuació de treball el 1973
- Premi Estatal de la RSFSR "Krupskoi" (1978) per la pel·lícula "Dibuix" (1976)
- Premi Estatal de la Unió Soviètica (1981) per la pel·lícula Moscou no creu en les llàgrimes (1979)
- Premi Oscar en la categoria Oscar a la millor pel·lícula de parla no anglesa el 1981 per a la pel·lícula Moscou no creu en les llàgrimes
- Artista homenatjat de la RSFSR (1984)
- Artista del Poble de la RSFSR (1989)
- Ciutadà Honorari d'Astracan (2007)
- Premi Àguila Daurada - 2014 en la nominació com a millor actor secundari" pel paper d'Edward Balaixov a la pel·lícula "La llegenda nº 17" (2013) dirigida per Nikolai Lebedev.[9][10]

## Filmografia

### Com a director
- 1970 - Sobre la qüestió de la dialèctica de la percepció dels sentits, o els somnis perduts (curt, educatiu)
- 1976 - Campionat
- 1979 - Moscou no creu en les llàgrimes
- 1984 - Amor i coloms
- 1995 - "Shirli - Myrli"
- 2000 - L'enveja dels déus
- 2008 - El gran vals (sense acabar)

### Com a productor
- 1996 - "Ermak"
- 1998 - Amor cec
- 1999 - Vaixella xinesa
- 2005 - Temps per recollir pedres
- 2010 - L'àvia xinesa
- 2015 - Caterina (director artístic)

### Com a guionista
- 1970 - Feliz Kukushkin
- 1974 - Serveixo en la frontera
- 1981 - La nit és curta
- 1995 - "Shirli - Myrli"
- 2000 - L'enveja dels déus
- 2008 - El gran vals
- 2014 - Camí sense fi

### Com a actor
Des de 1970 fins a l'actualitat ha participat en un centenar de pel·lícules de cinema i televisió, inclosa la que ell pròpiament va dirigir el 1979 Moscou no creu en les llàgrimes.

## Papers al teatre
- Actuació a l'obra "Amor.Cartes".[11] (Andy) a l'escenari del Teatre Pushkin, juntament amb la seva esposa Vera Alentova.
- El 2014, a l'estrena de l'obra "Pati" d'E. Isaeva (Muntatge V. Pankov). Espectacle del Centre Gogol junt amb l'Estudi "SounDrama" - Sasha-australiano